# Miava
Miava (szlovákul Myjava) város Szlovákiában, a Trencséni kerület Miavai járásában. Turoluka (Turá Lúka) tartozik hozzá.

## Fekvése

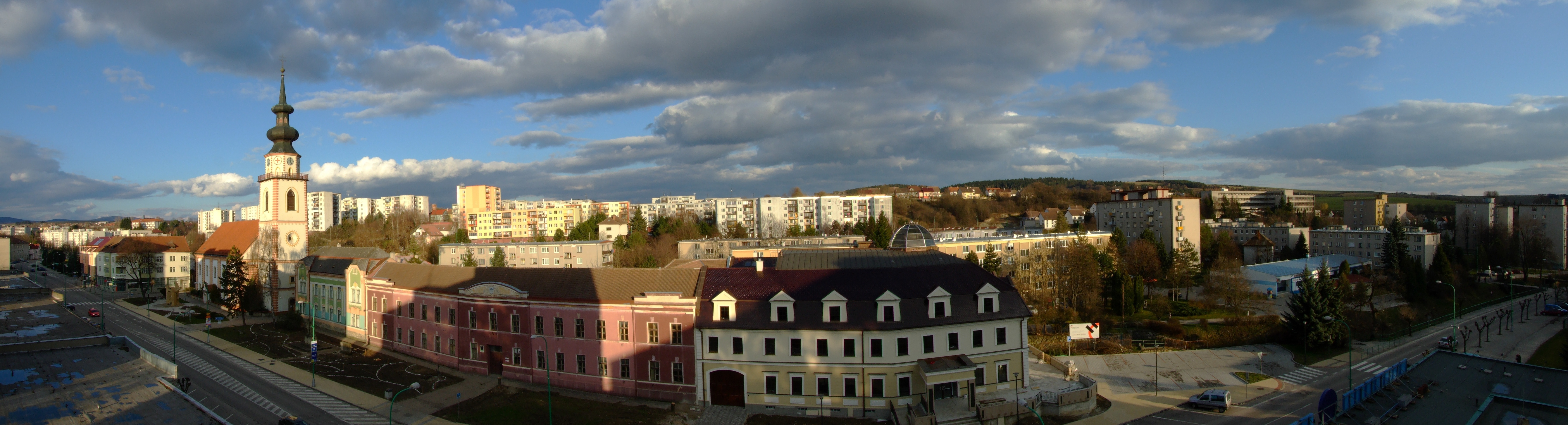
Miava

Vágújhelytől 22 km-re nyugatra, Szenicétől 20 km-re északkeletre, a Miava partján fekszik.

## Története
A város alapítását számos forrás 1586-ra teszi. Az első betelepülők a török veszedelem elől menekültek, míg a továbbiak inkább árvai és vágvölgyi telepesek voltak. A legkorábbi álló épülete az egykori evangélikus templom, melyet 1697-1729 között emeltek. A városban céhek is megtelepedtek.
A trianoni békeszerződésig Nyitra vármegye Miavai járásának székhelye, és a megye 3. legnépesebb városa volt.

## Neves személyek
- Itt született 1870-ben Hajdu Marcell politikus, ügyvéd, jogi író, hitközségi vezető.
- Itt született 1900-ban Zuzka Zguriška szlovák író, drámaíró és műfordító. A kulturális élet szervezője, a szlovák humoros próza fontos képviselője.
- Itt született 1904. március 5-én Branislav Varsik szlovák történész, levéltáros, egyetemi oktató.
- Itt született 1995. szeptember 13-án Adam Pavlovčin szlovák énekes, aki a 2025-ös Eurovíziós Dalfesztiválon Csehországot képviseli.
- Itt hunyt el 1988-ban Anna Lacková-Zora szlovák költő, regény- és drámaíró, gyermekkönyvek szerzője.
- Itt szolgált Krman Dániel (1663-1740) az evangélikus egyház szuperintendense, a Rákóczi-szabadságharc szlovák származású támogatója.
- Itt szolgált Doleschall Mihály Dienes (1783-1846) evangélikus lelkész.
- Itt szolgált Rissák András (1789-1876) római katolikus plébános.
- Itt szolgált Czabán Samu (1878-1942) pedagógus, a századforduló után kibontakozó szocialista tanítómozgalom egyik vezető alakja.

## Népessége
| Év:            | 1994.  | 2004.   | 2014.   | 2024.    |
| -------------- | ------ | ------- | ------- | -------- |
| Emberek száma: | 13 244 | 12 884  | 12 042  | 10 453   |
| Eltérés:       |        | -2,71 % | -6,53 % | -13,19 % |

| Év:            | 2023.  | 2024.   |
| -------------- | ------ | ------- |
| Emberek száma: | 10 547 | 10 453  |
| Eltérés:       |        | -0,89 % |

1910-ben 10063 lakosából 9363 fő szlovák, 353 magyar és 233 német anyanyelvű volt.
2001-ben 13142 lakosából 12550 fő szlovák, 205 cseh, 62 pedig cigány volt.
2011-ben 12330 lakosából 10838 szlovák, 113 cseh, 37 cigány és 10 magyar volt.

## Külső hivatkozások
- A város hivatalos honlapja